# Pantometr
Pantometr – rodzaj przyrządu pomiarowego, który służy do geodezyjnych pomiarów kątów na określonym obszarze Ziemi.
Pantometr składa się z dwóch walców, na których znajduje się podziałka oraz przeziernik. Te walce są do siebie styczne oraz mogą one się obracać wokół wspólnej osi obrotu.
Pantometr jest jednym ze starszych rozwiązań konstrukcyjnych teodolitu.